# 寶山鄉 (台灣)
寶山鄉（臺灣客家語海陸腔：boˊ sanˋ hiongˋ）位於臺灣新竹縣的西南部，與新竹市、苗栗縣為鄰。鄉內為國道一號及三號交會處—新竹系統交流道所在地，居新竹交通要衝。原本為傳統客家鄉鎮，新竹科學園區涵蓋了寶山鄉北側，使當地成為台灣高科技產業重鎮。

## 歷史
寶山舊稱「草山」，係源於清代漢族先民因本區丘陵雜草叢生、人煙罕至而命名。至於「寶山」之名，則是1920年日本政府因應州郡制度的實行及全台地名簡化的政策，合併寶斗仁、草山、雙溪、新城、鷄油凸、大壢等聚落建立寶山庄。據稱寶山即為「寶斗仁」與「草山」各取一字而來。
1946年新竹市擴編，寶山鄉、竹東鎮併入成為市轄區，1950年新竹降格為縣轄市，寶山、竹東、香山析出成為新竹縣轄鄉鎮。

## 地理

### 環境
寶山鄉多丘陵起伏，僅雙溪村北部有平坦谷地；全境東南高而西北低，海拔介於15至240公尺之間。最高點在東部山湖村與北埔鄉水磜村交界處的「２４１高地」（暫名，海拔241.3公尺），屬竹東鎮樹杞林山（海拔286.1公尺）之西側支稜；最低點在西部寶斗村之鹽港溪谷，海拔15公尺。

### 水文
寶山鄉境內之溪流，屬於下列四大水系：
- 客雅溪：發源於山湖村，稱為雙溪，是境內最大的溪流；經寶山村、大崎村、雙溪村，滙集來自三峰村及油田村的支流，於新竹市東區注入青草湖水庫，改稱客雅溪。向西經北區，由香山區朝山里流入台灣海峽
- 鹽港溪：又名鹽水港溪，發源於新城村，匯集十鬮支流、東坑支流、柑子崎支流，是境內第二大溪流；西經寶斗村、深井村，自新竹市香山區南港里注入台灣海峽。
- 中港溪：石井溪發源於山湖村東坡，經油田村於峨眉鄉注入大埔水庫（峨眉湖），是中港溪支流。三峰村也有支流流入。
- 頭前溪：山湖村的寶山水庫，建於頭前溪支流柴梳溪上，復於頭前溪南源上坪溪的燥樹排攔河堰越域引水，與頭前溪之隆恩堰共同供應竹科園區及大新竹地區的農業及民生用水。

水庫
- 寶山水庫(寶一水庫)
- 寶山第二水庫(寶二水庫)

## 區劃人口

### 行政區劃
| 寶山鄉行政區劃                                                                    |
| 雙 溪 村 雙 新 村 大崎村 寶 山 村 山 湖 村 油 田 村 三 峰 村 新 城 村 寶村 深井村 |

各村明細
- 雙溪村：現有15鄰，人口3090人，村長為許秋天，是寶山鄉公所及各級機構所在地。北部屬竹科園區範圍，包括研新１路的矽統及德碁半導體，園區３路的台積電、世界先進、聯電、聯發科等，創新１路的漢磊科技、華邦電，創新２路的瑞昱半導體，研發１路的南茂、研發２路的力捷及神達，研發３路的友訊及光磊等世界級知名大廠皆落腳於此。
- 雙新村：現有18鄰，人口3050人，村長為邱俊平。2009年初，由於雙溪村人口成長快速[1]，因此自客雅溪三峰支流分出西側的雙新村[2]。
- 大崎村：現有16鄰，人口2175人，村長為楊火炎。近年北部區域也納入新竹科學園區的範圍，由台積電進駐。
- 寶山村：現有13鄰，人口912人，村長為李紘逸。
- 山湖村：現有9鄰，人口602人，村長為陳雲基，寶山鄉地勢最高的行政區，各主要水系發源地，寶山水庫及寶山第二水庫座落於此。
- 油田村：現有11鄰，人口609人，村長為何立城。
- 三峰村：現有9鄰，人口1115人，村長為黃文英。
- 新城村：現有12鄰，人口1342人，村長為鄧同君。
- 寶斗村：現有8鄰，人口815人，村長為張錦城。
- 深井村：現有9鄰，人口905人，村長為鍾煥清。

### 人口概況
根據新竹縣寶山鄉戶政事務所統計，2024年底寶山鄉戶數約6.4千戶，人口約1.5萬人，由於許多新竹科學園區的工作人員及眷屬，住在各個新興社區而未正式將戶籍遷入寶山鄉，故寶山鄉的實居人口應大於戶籍人口。鄉內人口最多與最少的村分別是雙新村與山湖村，2024年底兩村人口分別為3,114人與554人。寶山鄉的人口年齡構成中，有7.50%是0至14歲人口，73.66%是15至64歲人口，18.84%是65歲以上人口，是新竹縣青壯年人口比例最高的行政區，在臺灣本島所有人口超過一萬人的鄉中，是青壯年人口佔比最高者。

## 政治

### 歷任首長
| 屆別 | 姓名   | 黨籍       | 就任日期       | 卸任日期       | 備註 |
| ---- | ------ | ---------- | -------------- | -------------- | ---- |
| 1    | 盧阿桶 |            | 1951年7月1日   | 1953年6月30日  |      |
| 2    | 盧阿桶 |            | 1953年7月1日   | 1956年6月30日  |      |
| 3    | 范阿嚴 |            | 1956年7月1日   | 1960年1月5日   |      |
| 4    | 范阿嚴 |            | 1960年1月6日   | 1964年2月28日  |      |
| 5    | 江文淦 |            | 1964年3月1日   | 1968年2月28日  |      |
| 6    | 江文淦 |            | 1968年3月1日   | 1973年2月28日  |      |
| 7    | 江清吉 |            | 1973年3月1日   | 1977年12月29日 |      |
| 8    | 江清吉 |            | 1977年12月30日 | 1982年2月28日  |      |
| 9    | 田漢江 |            | 1982年3月1日   | 1986年2月28日  |      |
| 10   | 黃成光 |            | 1986年3月1日   | 1990年2月28日  |      |
| 11   | 黃成光 |            | 1990年3月1日   | 1994年2月28日  |      |
| 12   | 李文榜 |            | 1994年3月1日   | 1998年2月28日  |      |
| 13   | 鍾華朋 | 中國國民黨 | 1998年3月1日   | 2002年2月28日  |      |
| 14   | 李文榜 | 無黨籍     | 2002年3月1日   | 2006年2月28日  |      |
| 15   | 邱坤桶 | 中國國民黨 | 2006年3月1日   | 2010年2月28日  |      |
| 16   | 范玉燕 | 無黨籍     | 2010年3月1日   | 2014年12月24日 |      |
| 17   | 邱坤桶 | 中國國民黨 | 2014年12月25日 | 2018年12月24日 |      |
| 18   | 邱坤桶 | 中國國民黨 | 2018年12月25日 | 2022年12月24日 |      |
| 19   | 邱振瑋 | 中國國民黨 | 2022年12月25日 |                | 現任 |

### 鄉政組織
寶山鄉公所是新竹縣寶山鄉最高層級的地方行政機關，在中華民國政府架構中為自治的行政機關，同時負責執行縣政府及中央機關委辦事項，寶山鄉的自治監督機關為新竹縣政府。鄉長由全體鄉民直接選舉產生，任期為四年，可連選連任一次。寶山鄉公所並置鄉政會議，為鄉政最高決策機構，在鄉長之下，設有5課4室等9個內部單位以及3個附屬機關。
寶山鄉民代表會是寶山鄉的最高民意機關，代表寶山鄉全體鄉民立法和監察鄉政。鄉民代表由公民直選選出，任期為四年，可連選連任。寶山鄉民代表會共有11位鄉民代表，第一選區6席鄉民代表、第二選區2席鄉民代表、第三選區1席鄉民代表、第四選區2席鄉民代表，主席、副主席由11位鄉民代表互選產生。

### 其他主要機構
- 寶山鄉農會[9]
- 寶山分駐所
- 寶山鄉戶政事務所
- 寶山鄉衛生所

## 經濟

### 農業
初級農產品
產有楊桃、橄欖、水梨、柑橘、綠竹筍等。
製糖業
寶山糖廠自日治時期即開始生產紅糖。

### 工業
- 新竹科學園區

## 教育

### 國民中學
- 新竹縣立寶山國民中學
  - 莒光分校

### 國民小學
- 新竹縣寶山鄉寶山國民小學
  - 山湖分校
- 新竹縣寶山鄉雙溪國民小學
- 新竹縣寶山鄉新城國民小學
- 新竹縣寶山鄉三峰國民小學(1961-2014)：新竹縣寶山鄉三峰村新湖路150號

## 交通

### 高速公路及相關設施

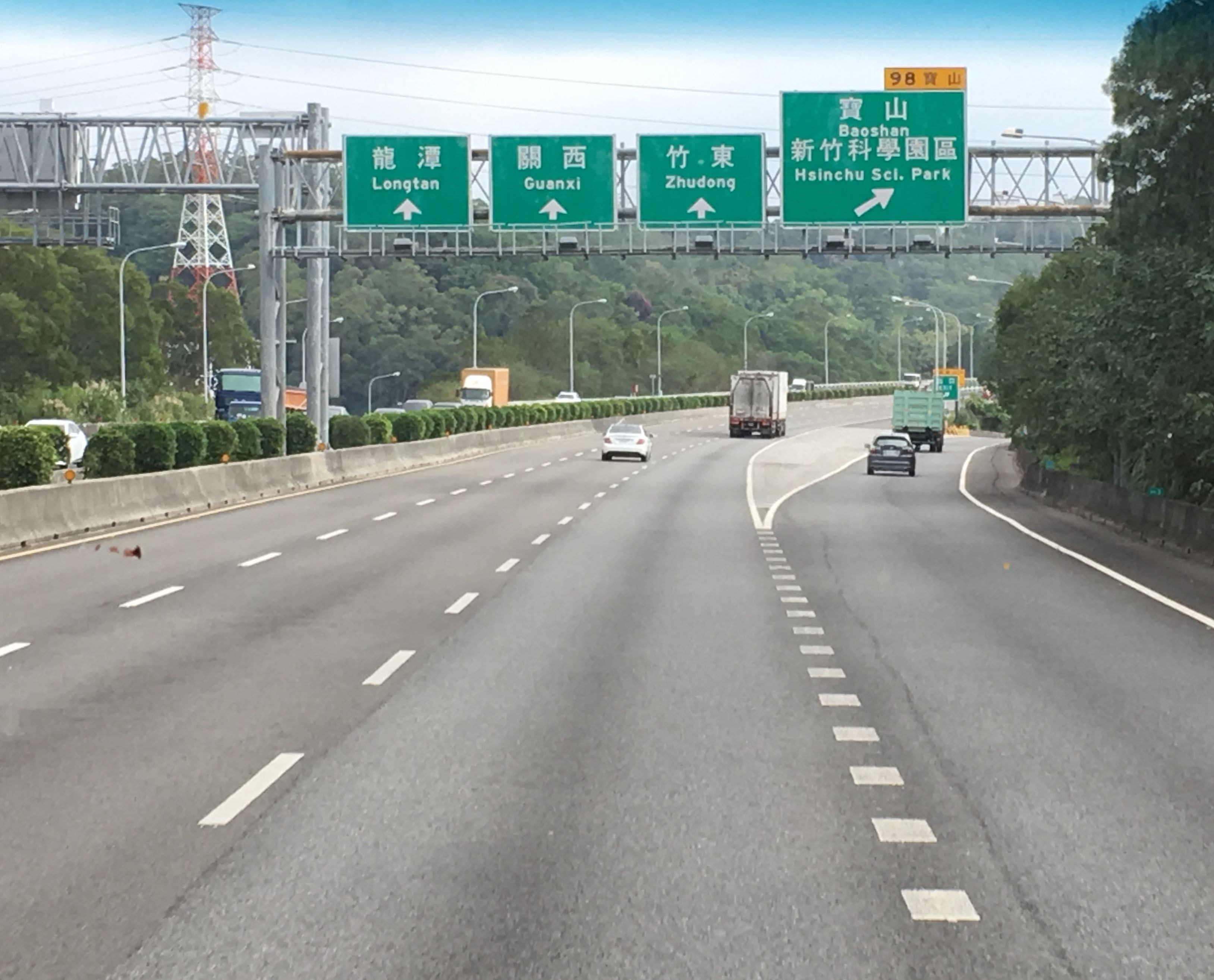
國道三號寶山交流道

- 國道一號（中山高速公路）
  - 新竹交流道（95B）：園區二路雙向出口，設於雙溪村北部與新竹市東區科園里交界處，藉由園區二路便利雙溪村及大崎村的交通。
  - 新竹系統交流道（99）：設於雙溪村東南部，連國道三號，每日龐大之車流；每逢週休或連假，更是車水馬龍，為之壅塞。
- 國道三號（福爾摩沙高速公路）
  - 寶山休息站（96）：設於寶山村北部與竹東鎮交界處的南下車道旁，設有國道平面看版１座、公共廁所１處及大、小型車停車格若干位，並附設自動販賣機提供冷熱飲料。依國道現有龐大車流及例假日之壅塞，北上車道可期待相對設立停車場１處。
  - 寶山交流道（98）：設於大崎村大雅路上，藉由大雅路及雙園路，便利寶山鄉及竹科園區的交通。
  - 新竹系統交流道（100）：設於雙溪村東南部，連結國道一號，每日龐大之車流；每逢週休或連假，更是車水馬龍，為之壅塞。

### 主要公路
寶山鄉境內無省道及縣道通過。

#### 鄉道
- 竹40線（新湖路）：西起竹47線（寶新路），東止縣道122號（竹東鎮中興路），是主要的東西向道路。
- 竹43線（三峰路）：北起寶山鄉公所前竹82線（雙園路），南止台3線（峨眉鄉中豐路），是主要的南北向道路。
- 竹44線（五仙路）：西起竹40線（新湖路），東止於市竹3線（寶山路），東向經由農路可達竹45線三和橋前，連結東南部交通。
- 竹45線：東北起於縣道122號（竹東鎮東寧路二段），西南跨越竹東鎮樹杞林山及241高地（暫名），向南止於台3線（北埔鄉埔心街109巷），聯結山湖村東南邊界的山區交通，並兼為北埔鄉水磜村的竹37線之外環道路。
- 竹46線（水仙路）：西起友達光電前的市竹3線（寶山路），向東高架跨越國道三號寶山停車場前，東止於寶山水庫大壩前的竹40線（新湖路），是寶山鄉東北部與新竹市東區及竹東鎮間的山區分界道路。
- 竹47線（寶新路北段及新珊路）：北起寶山鄉公所，南入苗栗縣頭份市，改稱竹苗47線（頭份市信德路），南止於縣道124號（頭份市中正三路），聯結西部的交通。
- 竹47-1線（雙林路）：北起竹47線前水尾溝橋，西南至鹽港溪北岸會合竹84線進入新竹市香山區，改稱苗市竹4線（香山區中華路六段647巷）止於台1線（香山區中華路六段），聯結西部邊界與國道三號茄苳交流道、香山交流道及台61線的交通。
- 竹82線（雙園路）：西起縣道117號（新竹市東區明湖路北段及柴橋路），新竹市稱市竹12線（明湖路南段），東止於大崎村園區三路，聯結北部的交通，鄉公所等主要機構皆位於本路段上。
- 竹83線（寶山路）：西北起於國道一號新竹交流道園區二路雙向出口，向南交會竹40線及竹45線，東南止於台3線（北埔鄉埔心街109巷），聯結東部南北向的交通。
- 竹84線（寶新路南段）：西起竹47-1線石秀橋前，東止於竹47線新城橋前，聯絡深井、寶斗、新城三村的交通。

### 其他運輸
- 新竹客運
  - 5602新竹-青草湖-老隘-雙溪-三峰
  - 5603新竹-青草湖-老隘-新城
- 苗栗客運
  - 5823新竹-牛埔-新城-水流東-頭份-竹南

## 旅遊

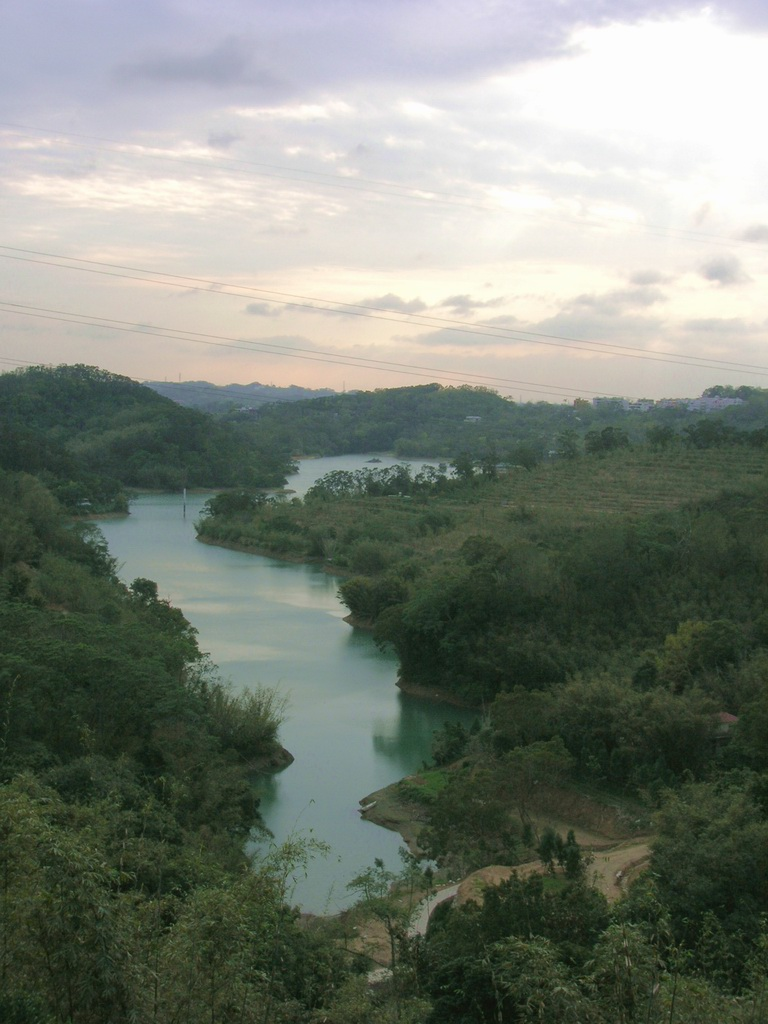
寶山水庫

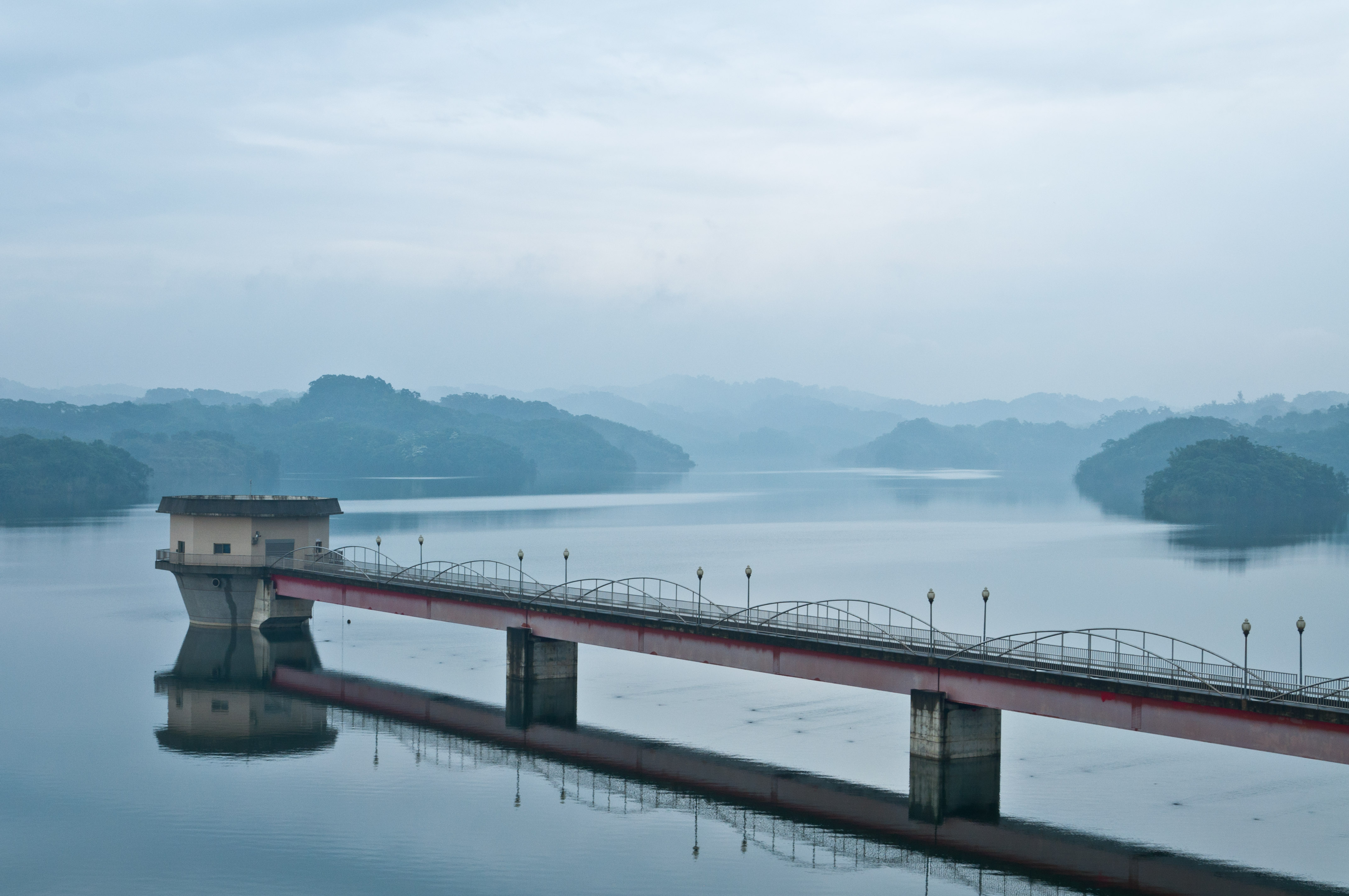
寶二水庫

- 天主教德蘭中心
- 余氏伙房屋
- 新城新豐宮
- 雙溪雙豐宮
- 寶山大崎保生宮
- 大壢老仙爺廟
- 種福禪寺
- 沙湖壢咖啡館
- 寶山水庫
- 三峰炭窯
- 聖女小德蘭教會
- 新城糖廠
- 寶山雙胞胎井
- 寶山第二水庫
- 寶山橄欖
- 寶山鄉深井生態教育園區
- 深井村茶花園區
- 田心緣生態園區

## 外部連結
- 新竹縣寶山鄉公所 （页面存档备份，存于）
- YouTube上的寶山鄉公所頻道